# کاسیدول
کاسیدول (به صربی: Kasidol) یک منطقهٔ مسکونی در صربستان است که در ناحیه برانیچوو واقع شده‌است. کاسیدول ۷۴۴ نفر جمعیت دارد.